# Aconitum formosanum
Aconitum formosanum är en ranunkelväxtart som beskrevs av Michio Tamura. Aconitum formosanum ingår i släktet stormhattar, och familjen ranunkelväxter. Inga underarter finns listade i Catalogue of Life.